# Acanthophyes angolensis
Acanthophyes angolensis är en insektsart som beskrevs av Capener 1972. Acanthophyes angolensis ingår i släktet Acanthophyes och familjen hornstritar. Inga underarter finns listade i Catalogue of Life.